# Districtul Sidi Amar
Sidi Amar este un district din provincia Tipaza, Algeria.